# South Esk (rzeka na Tasmanii)
South Esk (ang. South Esk River) – najdłuższa rzeka na Tasmanii o długości 252 km. Wypływa w pobliżu miejscowości Fingal i przepływa przez miejscowości Avoca, Evandale, Longford, Hadspen i Launceston, gdzie wpada do rzeki Tamar. Na South Esk zlokalizowana jest tama Trevallyn. Rzeka Macquarie jest dopływem South Esk.